# Matt Giordano
Matthew Victor Giordano  (16 de outubro de 1982, Fresno, Califórnia) é um ex jogador de futebol americano que atuava na posição de safety na National Football League. Giordano estudou na Buchanan High School em Clovis no estado americano da Califórnia. Mais tarde ele frequentou a Fresno City College por dois anos e depois foi para a University of California onde se destacou como desportista.

## NFL
Matt Giordano foi selecionado no draft de 2005 da NFL no quarto round como pick n° 134 pelo Indianapolis Colts. Jogando no special teams ele fez algumas jogadas importantes e conforme o tempo passava ele ganhava mais espaço entre os titulares.
Em 2007, Giordano foi até Miami na Flórida para o Super Bowl XLI. Ele jogou pouco, apenas cobrindo os chutes e retornos, mas mesmo assim foi importante para o time vencer o título.
Em sua carreira como profissional, Giordano fez 80 tackles e 3 interceptações(retornando uma delas para TD).
Giordano estendeu seu contrato com os Colts por 1 ano no dia 20 de abril de 2009. Giordano foi depois liberado pelos Colts para abrir espasso no rosters do time para o linebacker novato Cody Glenn em 6 de setembro de 2009. Giordano então assinou com os Packers em 23 de setembro mas foi dispensado ao final da temporada.
Giordano então assinou com o Atlanta Falcons em 16 de março de 2010 mas foi dispensado logo depois. Em 12 de outubro, ele fechou contrato com o New Orleans Saints.
Em 15 de agosto de 2011 ele assinou com o Oakland Raiders. Em 2013, foi dispensado. No mesmo ano, fechou com o St. Louis Rams.